# (464256) 2015 EN1
(464256) 2015 EN1 es un asteroide perteneciente al cinturón de asteroides, descubierto el 19 de marzo de 2010 por el equipo Spacewatch desde el Observatorio Nacional de Kitt Peak (Arizona, Estados Unidos).